# Tetraonyx kraussi
Tetraonyx kraussi là một loài bọ cánh cứng trong họ Meloidae. Loài này được Haag-Rutenberg miêu tả khoa học năm 1879.